# 魯本斯·巴里切羅
魯本斯·巴里切羅（1972年5月23日—），巴西籍退役一級方程式賽車車手，出生於巴西聖保羅，現居摩納哥蒙地卡羅，與妻子席瓦娜育有兩子：伊度瓦多和費南多。巴里切羅在1993年正式進入一級方程式，曾經效力於喬丹車隊、史都華車隊、法拉利車隊，布朗車隊，連續出賽19季的歷史紀錄使他成為當今F1中最具經驗的車手，也是第一個出賽場次超過300場的車手。2012年1月，由于车手位置被布鲁诺·塞纳顶替，巴里切罗宣布将精力转向美国的印地赛车。2013年轉投巴西V8房車系列賽並於隔年取得總冠軍。
另外，巴里切羅曾在相当长一段时间里是英國汽車節目Top Gear中F1車手廉價車圈速記錄排行榜的榜首。他做出1分44秒3，以0.1秒的差距領先The Stig 。后被同是F1车手的塞巴斯蒂安·维特尔以1分44秒正的成绩超越。

## 青年時期
出生在舉辦巴西大獎賽的因特拉茍斯附近，巴里切羅從小就受到賽車影響。他在5歲時擁有第一輛自己的卡丁車，1986年獲得南美洲卡丁車錦標賽的冠軍。1987年，在冼拿的贊助下，於世界卡丁車錦標賽中奪得第9名。
1989年，巴里切羅轉戰當地的福特方程式比賽，隔年前往歐洲加入歐寶方程式歐洲錦標賽的達可車隊（Darko），並且在首個賽季就獲得冠軍。1991年，巴里切羅離開義大利，替西素里競賽車隊（West Surrey Racing）在英國三級方程式中出賽，擊敗大衛·庫塔再度獲得年度冠軍。翌年，F3000歐洲錦標賽的樹上男爵車隊（IL Barone Rampante）延攬巴里切羅加入，他在該車對以第三名的成績結束賽季。

## 一級方程式

### 喬丹車隊

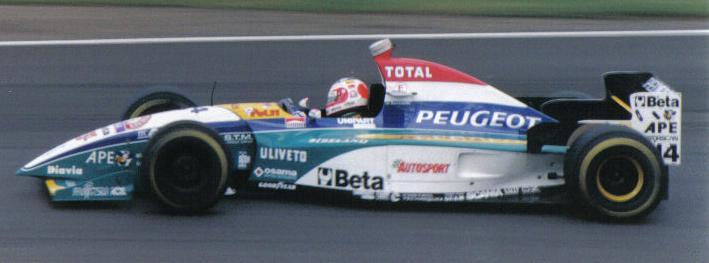
1995年英國大獎賽時的巴里切羅。

#### 1993
由於巴里切羅優異的表現，一級方程式的喬丹車隊在1993年邀請這位巴西人在銀石賽道測試。同年，巴里切羅成為喬丹車隊的正式車手，1993年5月14日的南非大獎賽是他生涯的第一場一級方程式賽事，變速箱的問題使得他提早退賽。在相當濕滑的歐洲大獎賽，巴里切羅第一圈結束時就已經從起跑的第12位上升至第4位，並且隨後超越了當時威廉斯車隊的戴蒙·希爾和阿兰·普罗斯特至第2位，但終場前兩圈因為燃料問題退賽。儘管整年都受到車輛穩定性不佳所苦，16場比賽中有8次因車輛問題退賽，巴里切羅還是在生涯的第一個賽季就獲得積分。他以第五名在10月24日的日本大獎賽完賽，得到兩分，這也是他全年唯一一次得分，年終就以總積分2分在車手冠軍排行榜上名列第18，高於隊友艾迪·厄文的第20名。

#### 1994
1994年4月17日的太平洋大獎賽，巴里切羅得到第三名，首度站上頒獎臺。加上前一場巴西大獎賽的第四名，巴里切羅在當時的車手積分榜上僅次於連續兩場優勝的麥可·舒馬克，排名第2。4月29日，聖馬力諾大獎賽星期五排位賽，巴里切羅在Variante Bassa彎衝上路緣石，以時速225公里撞上輪胎牆後失去意識，這場意外導致他腦震盪、多處骨折和瘀斑，並且幾乎要了他的命。同一場在依莫拉的比賽中，羅蘭德·拉岑伯格（Roland Ratzenberger）和巴里切羅的偶像艾尔顿·塞纳皆因嚴重車禍而死亡。雖遭遇車禍重傷和偶像死亡雙重打擊，巴里切羅在回到賽場後依舊有亮眼的表現，包括在比利時大獎賽的生涯首個杆位，賽季最終以19分在車手排名第6。

#### 1995
1995年巴里切羅被穩定性不佳的喬丹賽車所困擾，但是仍在加拿大奪得亞軍，年終拿下11分排名第11。隔年，新的贊助商讓車隊看似有了希望，不過在車輛耐用度問題無法解決，沒有太大競爭力的情況下，巴里切羅和艾迪·喬丹之間的關係也在1996年底告一段落。

### 史都華車隊

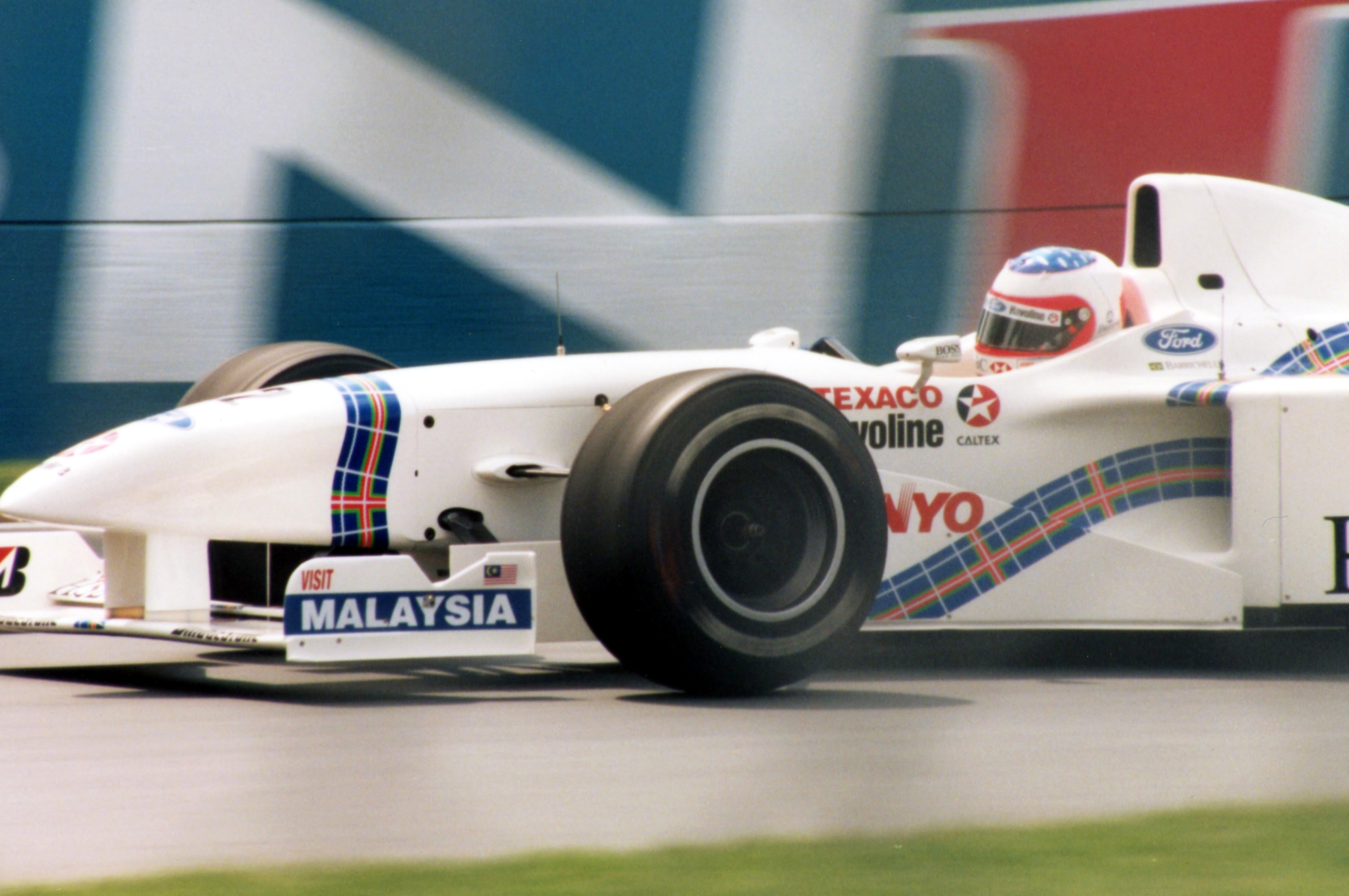
1997年加拿大大獎賽，巴里切羅駕駛他的史都華 SF01賽車。

#### 1997
1997年巴里切羅與新成立的史都華車隊簽約，期待福特引擎能讓他獲得競爭力。他在摩納哥有第二名的亮眼表現，卻無法掩蓋新車隊這一年來掙扎的事實，巴里切羅在全年17場比賽中只完成3場比賽。同年2月24日，他與妻子席瓦娜結婚。1998年也是差不多的情況，自從加入一級方程式以來，巴里切羅一直沒有辦法駕駛到一輛有足夠耐用度的賽車，這兩年他在車手冠軍積分榜上分別排名13和12。

#### 1999
1999年出現了轉機，巴西大獎賽巴里切羅從第三位起跑，優於麥可·舒馬赫，並且曾在比賽中領先，但第42圈時引擎故障退出比賽。法國大獎賽拿下杆位，最終以第三名的成績結束。當車輛終於好到足以爭冠時，贏得冠軍的卻是他的隊友，英國人強尼·賀柏特（Johnny Herbert）在歐洲大獎賽奪冠，巴里切羅同樣站上頒獎臺，得到第三名。儘管他的隊友拿下分站冠軍，但如同巴里切羅之前其他的隊友，他在年終車手積分榜上落後巴里切羅。

### 法拉利車隊

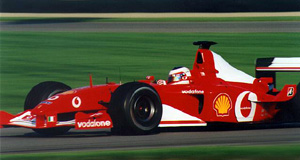
2003年美國大獎賽時的巴里切羅。

#### 2000
法拉利車隊總監讓·托德注意到巴里切羅的表現，與他簽下2000年賽季的合約。
車隊一開始雖然告知他會有跟舒馬克相同等的地位，但很快巴里切羅就成為了支持舒馬克的二號車手，這讓他很失望。
儘管如此，巴里切羅在轉隊的第一年還是有穩定的成績，一半的賽事都能登上頒獎台，同時幫助法拉利奪得了車隊總冠軍。
在這年的德國大獎賽，他從第18的順位起跑一路傳奇地奪下分站冠軍，是歷史上後追奪冠的第三多紀錄 (次於John Watson1983年的22位，以及塞尔吉奥·佩雷兹在2020年的20位) ，在頒獎台上他熱淚縱橫揮舞著巴西國旗，因為這是他生涯第一個分站冠軍。
這些不只要歸功於法拉利提供一輛有競爭力的賽車，還有巴里切羅能使用乾胎跑雨戰的出色技術。

#### 2001
這一年巴里切羅的主要任務還是輔佐舒馬克成為冠軍，全年一共十次登上頒獎台，56分的積分使他成為車手排行榜的季軍，並且再度幫助車隊拿下了車隊總冠軍。

#### 2002
儘管賽季一開始巴里切羅遭受到賽車的可靠性問題，但他還是展現了生涯的最佳表現，九次頒獎台，四個分站冠軍，年度車手排名第二。

### 本田車隊

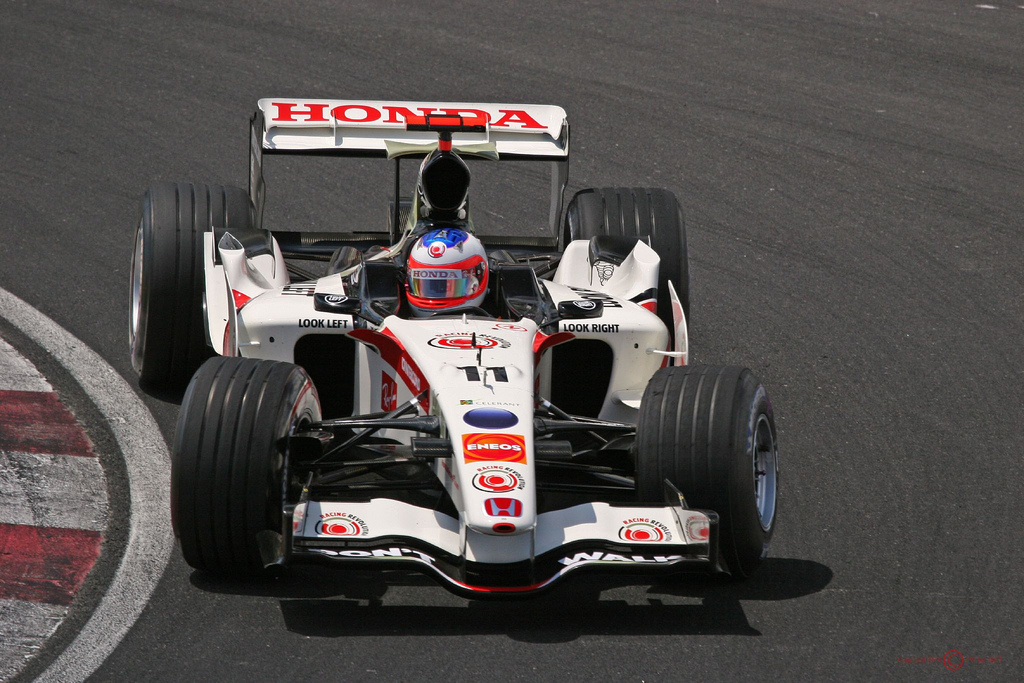
2006年加拿大大獎賽的巴里切羅。

#### 2006
2005年8月，巴里切羅宣布將在2006年轉投本田車隊，謠言臆測與法拉利時期巴里切羅受到的差別待遇有關。2006年賽季初期，巴里切羅的表現明顯差於隊友詹森·巴頓，他表示本田賽車的特性與他的駕駛方式不符合是主要原因，尤其是煞車系統。在對車輛做出調教之後，情況開始好轉，摩納哥大獎賽有機會成為巴里切羅在加入本田車隊後首次站上頒獎臺，但是在維修區的超速讓他被判罰再次通過維修區，最後以第四名結束比賽。中國大獎賽巴里切羅在第三位起跑，優於麥可·舒馬赫和奇米·雷克南。賽季最終他一共獲得30分排名第七，低於隊友詹森·巴頓的56分。

#### 2007

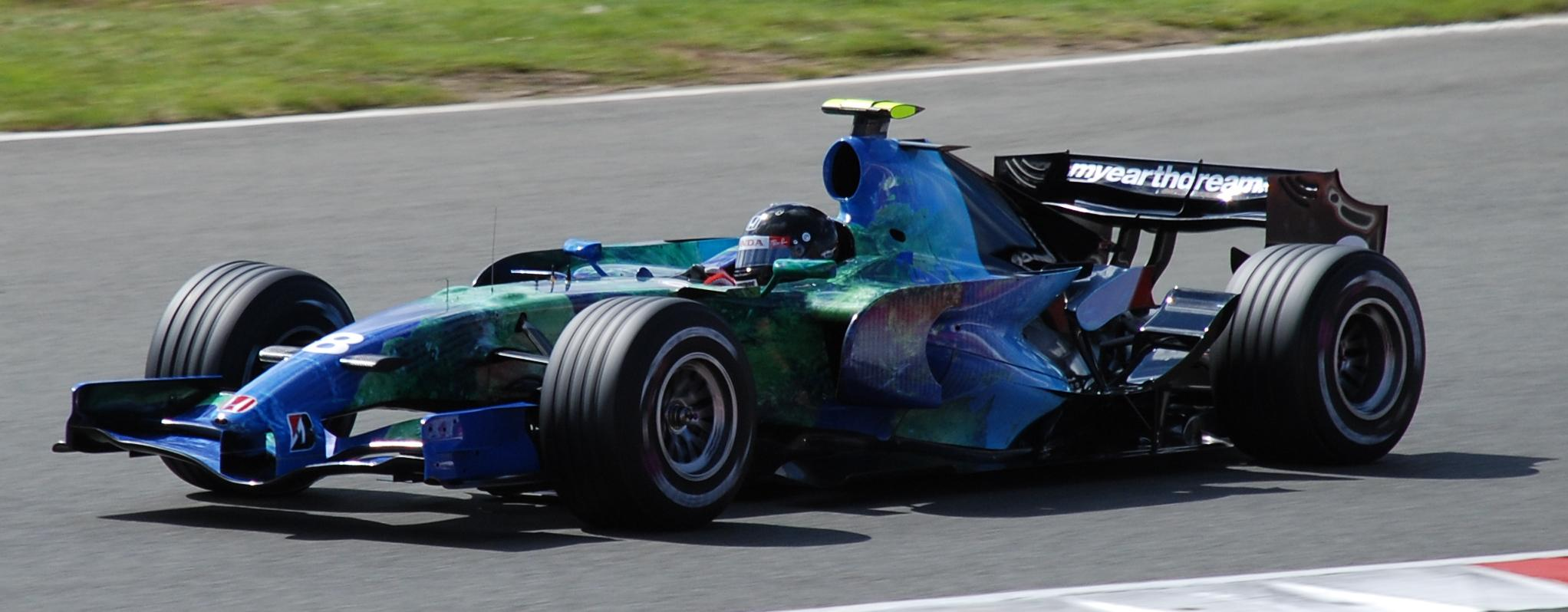
2007年英國大獎賽時的巴里切羅。

2007年是巴里切羅有史以來表現最差的一年，由於本田 RA107缺乏性能，他整個賽季一分未得，英國大獎賽的第九名已是他全年最佳的表現。年終的第20名使得他遜於非廠隊同樣使用本田引擎，駕駛超級亞久里的佐藤琢磨。2007年7月19日，本田確認與巴里切羅之間的合約將延續到2008年。打破里卡多•帕特雷斯保持14年最多次比賽起跑的紀錄。

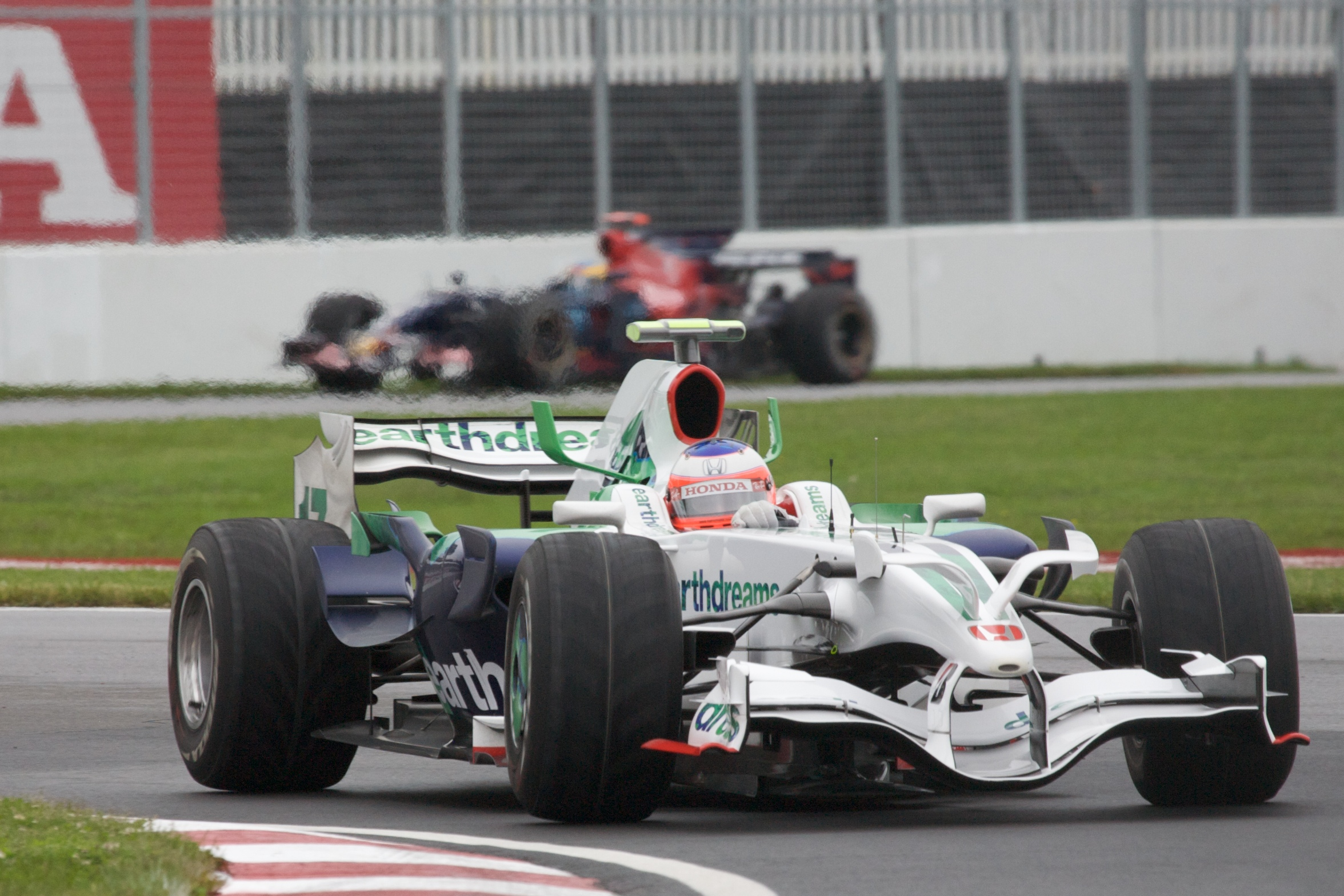
2008年加拿大大獎賽的巴里切羅。

#### 2008年
2008年賽季對巴里切羅而言也沒多好受，全年共得11分，這樣的成績僅能跟隊友詹森·巴頓尷尬的3分相比。
值得慶祝的是在該年5月11日的土耳其站上，巴里切羅正式打破了F1車手中服役時間最長、參賽次數最多的記錄。(257場)
而全年度最亮眼的表現則是7月6日的英國大獎賽，從16位起跑的巴里切羅憑藉大雨的幫助與車隊成功的策略讓他一路趕超前車，甚至曾反超對他套圈的漢米爾頓，取得第三名的佳績。巴里切羅不僅幫助了本田站上頒獎台，同時也展現自己身為老將的價值。

### 布朗車隊

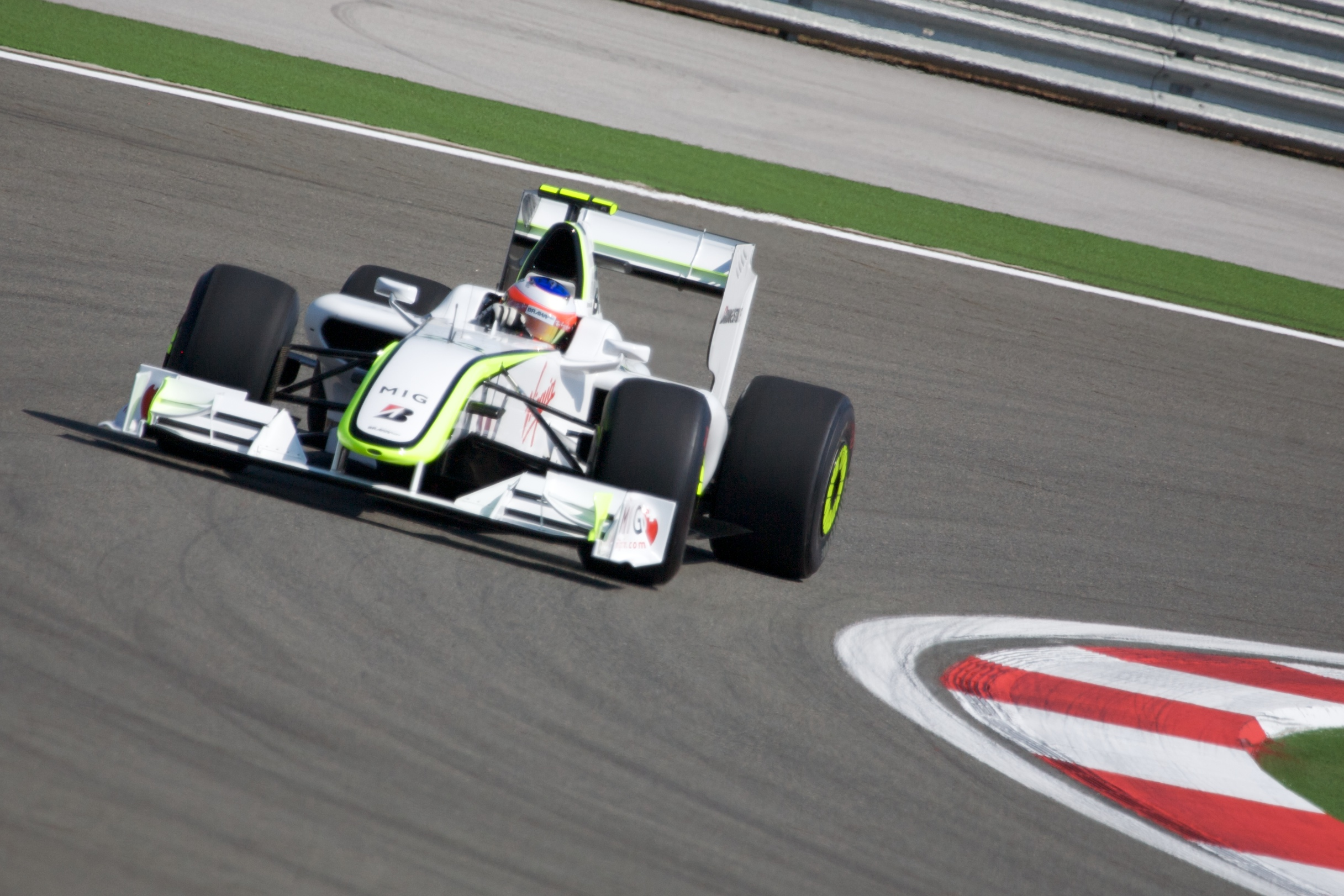
2009年土耳其大獎賽的巴里切羅。

#### 2009年
Honda在08年底宣佈退出F1，讓老巴一度面臨失業危機，好在羅斯·布朗伸出援手把車隊買下並改名為布朗車隊，隨後宣佈他繼續跟詹森·巴頓征戰2009年賽季。 2009年，使用梅塞德斯·賓士的動力心臟的BGP 001，在賽季初稱霸整個F1，也讓兩位車手在積分榜上排在頭兩位，在賽季中，老巴再次發揮老將的價值，拿了兩座分站冠軍，正式宣告與隊友爭奪冠軍。但是布朗車隊受到紅牛車隊的威脅，最終巴里切羅以總成績第三名完成賽季。
09年賽季巴西站開賽前，宣布2010賽季將加盟威廉斯車隊，目的就是與隊友巴頓攤牌，雖然最後在巴西站還是因爆胎而宣告爭冠失敗，但卻也創造了沒有麥克·舒馬克的陰影下的最佳成績。

### 威廉斯車隊

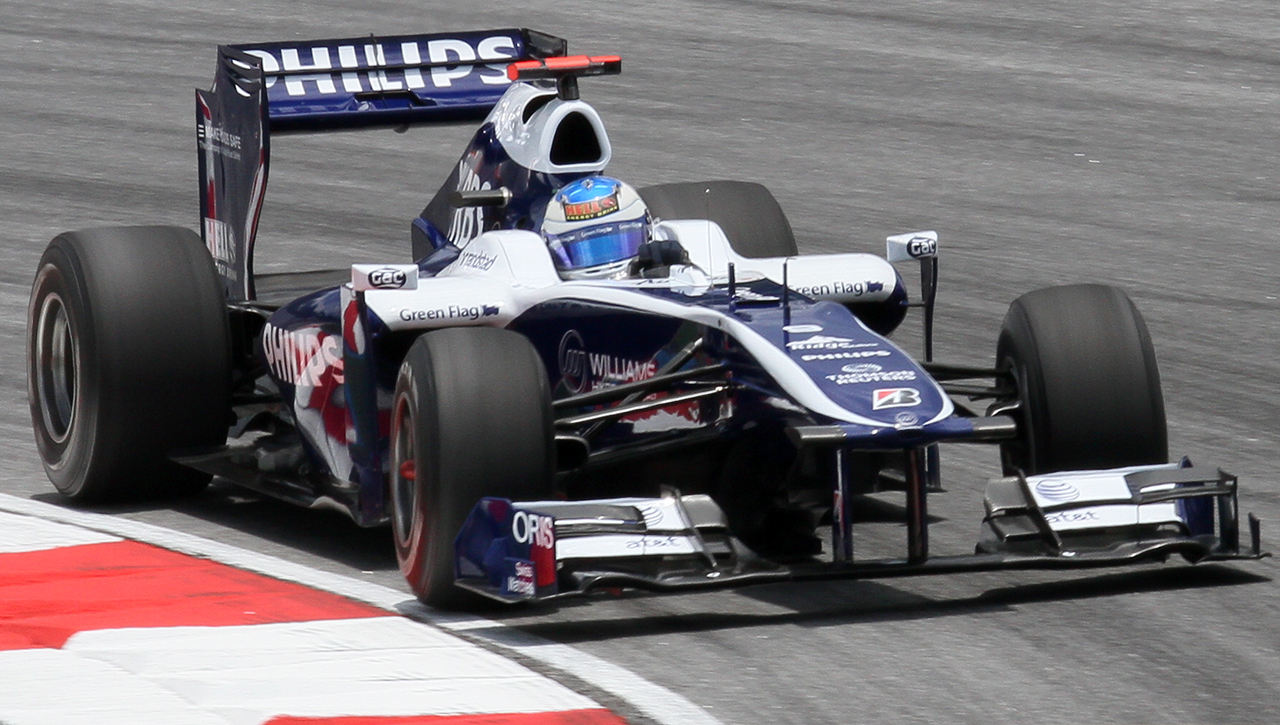
2010年馬來西亞大獎賽的巴里切羅。

#### 2010年
巴里切羅在比利時慶祝自己的第300場大獎賽，同時接替尼克·海费尔德成為GPDA的新主席。賽季結束時共積47分，位居車手排名第10。

#### 2011年
2010年11月15日，威廉斯車隊宣布與巴里切羅再次續約，如此將使他的出賽紀錄達到驚人的19個賽季，而他的隊友則是新科GP2冠軍帕斯托·马尔多纳多，不過苦於賽車性能低迷，車隊在頭五站賽事未能得分，直到巴里切羅在摩納哥站以第九名完成，才取得季內首分。
本年威廉斯車隊的FW33賽車毫無競爭力，19場賽事巴里切羅取得兩次第9，積4分位列車手排名17,隊友馬多爾納多也只取得1分。

## 印地賽車時期
2012年1月25日，美國記者Robin Miller報導，巴里切羅和他的好友卡南在為印地賽車做為期3天的測試。
2012年3月1日，巴里切羅和卡南、EJ代表了KV車隊征戰2012賽季，並於同年5月27日首次參加印第安納波利斯500的比賽，他在賽道上帶領了2圈，最終獲得第11,這個成績使他獲得年度新手的稱號。
巴里切羅於全年15站共積289分,位列第12位，最好的成績是索諾馬站的第4，與巴爾的摩站的第5。

## 巴西V8房車賽時期
巴里切羅2012年末宣布全心投入巴西房車賽賽事，並作為Peugeot Medley Full Time Sports車隊的特邀嘉賓，參加該年最後的三場賽事。

### 2013年
車隊改用雪佛蘭Sonic賽車，巴里切羅亦開始首個完整賽季，最後總排名為第8，共取得120個積分，1個竿位與1次頒獎台

### 2014年
在熟悉房車賽賽車的特性後，巴里切羅在21場賽事取得234分，2勝，2個竿位與6次頒獎台,以10.5分的差距取得睽違23年的總冠軍頭銜，這是他自1991年英國F3冠軍以來的第一個總冠軍。

## 一級方程式歷年成績
| 賽季 | 車隊     | 1        | 2      | 3        | 4      | 5      | 6      | 7      | 8      | 9      | 10     | 11     | 12     | 13     | 14     | 15     | 16     | 17     | 18      | 19      | 名次 | 積分 |
| ---- | -------- | -------- | ------ | -------- | ------ | ------ | ------ | ------ | ------ | ------ | ------ | ------ | ------ | ------ | ------ | ------ | ------ | ------ | ------- | ------- | ---- | ---- |
| 1993 | 喬丹     | 南 DNF   | 巴 DNF | 歐 DNF   | 聖 DNF | 西 12  | 摩 9   | 加 DNF | 法 7   | 英 10  | 德 DNF | 匈 DNF | 比 DNF | 義 DNF | 葡 13  | 日 5   | 澳 DNF |        |         |         | 18   | 2    |
| 1994 | 喬丹     | 巴 4     | 太 3   | 聖 DNQ   | 摩 DNF | 西 DNF | 加 7   | 法 DNF | 英 4   | 德 DNF | 匈 DNF | 比 DNF | 義 4   | 葡 4   | 歐 12  | 日 DNF | 澳 4   |        |         |         | 6    | 19   |
| 1995 | 喬丹     | 巴 DNF   | 阿 DNF | 聖 DNF   | 西 7   | 摩 DNF | 加 2   | 法 6   | 英 11  | 德 DNF | 匈 7   | 比 6   | 義 DNF | 葡 11  | 歐 4   | 太 DNF | 日 DNF | 澳 DNF |         |         | 11   | 11   |
| 1996 | 喬丹     | 澳 DNF   | 巴 DNF | 阿 4     | 歐 5   | 聖 5   | 摩 DNF | 西 DNF | 加 DNF | 法 9   | 英 4   | 德 6   | 匈 6   | 比 DNF | 義 5   | 葡 DNF | 日 9   |        |         |         | 8    | 14   |
| 1997 | 斯图尔特 | 澳 DNF   | 巴 DNF | 阿 DNF   | 聖 DNF | 摩 2   | 西 DNF | 加 DNF | 法 DNF | 英 DNF | 德 DNF | 匈 DNF | 比 DNF | 義 13  | 奧 14  | 盧 DNF | 日 DNF | 歐 DNF |         |         | 13   | 6    |
| 1998 | 斯图尔特 | 澳 DNF   | 巴 DNF | 阿 10    | 聖 DNF | 西 5   | 摩 DNF | 加 5   | 法 10  | 英 DNF | 奧 DNF | 德 DNF | 匈 DNF | 比 DNS | 義 10  | 盧 11  | 日 DNF |        |         |         | 12   | 4    |
| 1999 | 斯图尔特 | 澳 5     | 巴 DNF | 聖 3     | 摩 9   | 西 DNF | 加 DNF | 法 3   | 英 8   | 奧 DNF | 德 DNF | 匈 5   | 比 10  | 義 4   | 歐 3   | 馬 5   | 日 8   |        |         |         | 7    | 21   |
| 2000 | 法拉利   | 澳 2     | 巴 DNF | 聖 4     | 英 DNF | 西 3   | 歐 4   | 摩 2   | 加 2   | 法 3   | 奧 3   | 德 1   | 匈 4   | 比 DNF | 義 DNF | 美 2   | 日 4   | 馬 3   |         |         | 4    | 62   |
| 2001 | 法拉利   | 澳 3     | 馬 2   | 巴 DNF   | 聖 3   | 西 DNF | 奧 3   | 摩 2   | 加 DNF | 歐 5   | 法 3   | 英 3   | 德 2   | 匈 2   | 比 5   | 義 2   | 美 15  | 日 5   |         |         | 3    | 56   |
| 2002 | 法拉利   | 澳 DNF   | 馬 DNF | 巴 DNF   | 聖 2   | 西 DNS | 奧 2   | 摩 7   | 加 3   | 歐 1   | 英 2   | 法 DNS | 德 4   | 匈 1   | 比 2   | 義 1   | 美 1   | 日 2   |         |         | 2    | 77   |
| 2003 | 法拉利   | 澳 DNF   | 馬 2   | 巴 DNF   | 聖 3   | 西 3   | 奧 3   | 摩 8   | 加 5   | 歐 3   | 法 7   | 英 1   | 德 DNF | 匈 DNF | 義 3   | 美 DNF | 日 1   |        |         |         | 4    | 65   |
| 2004 | 法拉利   | 澳 2     | 馬 4   | 巴 林 2  | 聖 6   | 西 2   | 摩 3   | 歐 2   | 加 2   | 美 2   | 法 3   | 英 3   | 德 12  | 匈 2   | 比 3   | 義 1   | 中 1   | 日 DNF | 巴 3    |         | 2    | 114  |
| 2005 | 法拉利   | 澳 2     | 馬 DNF | 巴 林 9  | 聖 DNF | 西 9   | 摩 8   | 歐 3   | 加 3   | 美 2   | 法 9   | 英 7   | 德 10  | 匈 10  | 土 10  | 義 12  | 比 5   | 巴 6   | 日 11   | 中 12   | 8    | 38   |
| 2006 | 本田     | 巴 林 15 | 馬 10  | 澳 7     | 聖 10  | 歐 5   | 西 7   | 摩 4   | 英 10  | 加 DNF | 美 6   | 法 DNF | 德 DNF | 匈 4   | 土 8   | 義 6   | 中 6   | 日 12  | 巴 7    |         | 7    | 30   |
| 2007 | 本田     | 澳 11    | 馬 11  | 巴 林 13 | 西 10  | 摩 10  | 加 12  | 美 Ret | 法 11  | 英 9   | 歐 11  | 匈 18  | 土 17  | 義 10  | 比 13  | 日 10  | 中 15  | 巴 Ret |         |         | 20   | 0    |
| 2008 | 本田     | 澳 DSQ   | 馬 13  | 巴林 11  | 西 Ret | 土 14  | 摩 6   | 加 7   | 法 14  | 英 3   | 德 Ret | 匈 16  | 欧 16  | 比 Ret | 17     | 新 Ret | 日 13  | 中 11  | 巴西 15 |         | 14   | 11   |
| 2009 | 布朗     | 澳 2     | 馬 5‡  | 中 4     | 巴林 5 | 西 2   | 摩 2   | 土 Ret | 英 3   | 德 6   | 匈 10  | 欧 1   | 比 7   | 1      | 新 6   | 日 7   | 巴西 8 | 阿 4   |         |         | 3    | 77   |
| 2010 | 威廉斯   | 巴林 10  | 澳 8   | 馬 12    | 中 12  | 西 9   | 摩 Ret | 土 14  | 加 14  | 欧 4   | 英 5   | 德 12  | 匈 10  | 比 Ret | 10     | 新 6   | 日 9   | 韩 7   | 巴西 14 | 阿 12   | 10   | 47   |
| 2011 | 威廉斯   | 澳 Ret   | 馬 Ret | 中 17    | 土 15  | 西 13  | 摩 9   | 加 9   | 欧 12  | 英 13  | 德 Ret | 匈 13  | 比 16  | 12     | 新 13  | 日 14  | 韩 12  | 印 15  | 阿 12   | 巴西 14 | 17   | 4    |

| 冠軍 |
| 亞軍 |
| 季軍 |
| 獲得積分                                                                                                |
| 未獲積分 未分類 (NC)                                                                                    |
| 未完成 (Ret) 比賽中退出 (WD/DNF)                                                                        |
| 未排位 (DNQ) 未預排位 (DNPQ) 排位賽前退出 (WD/DNQ) 排位預賽前退出 (WD/DNPQ)                             |
| 成績取消 (DSQ)                                                                                          |
| 未起跑 (DNS) 起跑前退出 (WD/DNS)                                                                        |
| 周五測試車手 (TD) - 自2003年賽季起                                                                      |
| 僅參加練習賽 (PO)                                                                                       |
| 未參加練習賽 (DNP) 退出而未參加練習賽 (WD/DNP) 受傷或生病 (Inj) 被排除 (EX) 未抵達 (DNA) 未有賽車 (DNC) |
| 粗體 代表杆位 斜體 代表最快單圈                                                                         |

‡由於該賽事在未完成原定賽程75%時被终止，只得一半分數。

### 巴西V8房車賽歷年成績
| 賽季 | 車隊             | 賽車        | 1      | 2         | 3          | 4         | 5        | 6        | 7        | 8      | 9        | 10        | 11       | 12       | 13       | 14       | 15        | 16        | 17       | 18       | 19       | 20       | 21    | 名次 | 積分 |
| ---- | ---------------- | ----------- | ------ | --------- | ---------- | --------- | -------- | -------- | -------- | ------ | -------- | --------- | -------- | -------- | -------- | -------- | --------- | --------- | -------- | -------- | -------- | -------- | ----- | ---- | ---- |
| 2012 | Medley Full Time | 標緻408     | INT    | CTB       | VEL        | RBP       | LON      | RIO      | SAL      | CAS    | TAR      | CTB 22    | BSB Ret  | INT 22   |          |          |           |           |          |          |          |          |       | NC†  | 0†   |
| 2013 | Full Time Sports | 雪佛蘭Sonic | INT 25 | CUR 19    | TAR 20     | SAL 2     | BRA 4    | CAS 13   | RBP 5    | CAS 25 | VEL 12   | CUR 10    | BRA 11   | INT 8    |          |          |           |           |          |          |          |          |       | 8    | 120  |
| 2014 | Full Time Sports | 雪佛蘭Sonic | INT 9  | SCZ R1 16 | SCZ R2 DNS | BRA R1 24 | BRA R2 4 | GOI R1 9 | GOI R2 2 | GOI 1  | CAS R1 1 | CAS R2 18 | CUR R1 7 | CUR R2 2 | VEL R1 4 | VEL R2 6 | SCZ R1 19 | SCZ R2 11 | TAR R1 9 | TAR R2 2 | SAL R1 4 | SAL R2 4 | CUR 3 | 1    | 234  |

† 不列入積分榜

## 外部連結
- 巴里切羅官方網站 （页面存档备份，存于）